# Thlaspi rivale
Thlaspi rivale là một loài thực vật có hoa trong họ Cải. Loài này được C.Presl miêu tả khoa học đầu tiên năm 1822.